# 臺灣港務股份有限公司花蓮港務分公司
臺灣港務股份有限公司花蓮港務分公司（簡稱臺灣港務公司花蓮分公司），是專司花蓮港港埠業務的國營部門，隸屬於交通部之下的臺灣港務股份有限公司。前身為交通部花蓮港務局。

## 歷史
2012年3月1日隨臺灣港務公司成立，花蓮港務局改制為臺灣港務公司花蓮港分公司。

## 組織
設總經理、副總經理各一員，下設港務長、總工程司與副總工程司

### 公司內部單位
- 港務處
- 業務處
- 工程處
- 職安處
- 行政處
- 資訊室

### 配屬機構
- 內政部警政署花蓮港務警察總隊
- 內政部消防署花蓮港務消防隊

## 外部連結
- 臺灣港務公司花蓮分公司[]
- 臺灣港務股份有限公司花蓮港務分公司的Facebook專頁